# Gaussia princeps
Gaussia princeps (palma de serra), de la família Arecaceae, és endèmica a Cuba. És exclusiva dels pujols calcaris de la província de Pinar del Río, a la serra de los Órganos, a l'oest de Cuba.
Aquesta espècie és exclusiva dels pujols calcaris de la província de Pinar del Río, a la serra de los Órganos, a l'oest de Cuba.
Gaussia princeps arriba als 8 metres d'alçada o més; té el tronc recte, elegant, poc anellat, dilatat a la base i més prim cap amunt. Té 30 cm de diàmetre a la part ampla. Les fulles són poc nombroses (3-6), pinnades amb folíols punxeguts de color verd clar. Té inflorescència molt ramificada, erecta, per sobre de les fulles. Fruits ataronjats-rogencs, d'1 cm de llarg i 7 mm de diàmetre, amb d'una a tres llavors.
Una espècie del mateix gènere, Gaussia Spirituana, es troba també en formacions calcàries semblants, al nord de la província de Sancti Spíritus i de Ciego de Ávila.

## Taxonomia
Gaussia princeps la descrigué Hermann Wendland en Nachrichten von der Königlichen Gesellschaft der Wissenschaften und von der Georg-Augusts-Universität, 1865(14): 328–329. 1865.
Etimologia

Gaussia: nom genèric donat en honor del matemàtic alemany Karl Friedrich Gauss (1777–1855).
princeps: epítet llatí que significa 'distingit'.
Sinònims

- Chamaedorea ventricosa Hook.f. (1884).[7]